# Vireo vicinior
Vireo vicinior là một loài chim trong họ Vireonidae.